# Чемпионат Северной, Центральной Америки и Карибского бассейна по волейболу среди женщин 2021
26-й чемпионат Северной, Центральной Америки и Карибского бассейна (NORCECA) по волейболу среди женщин проходил с 27 по 31 августа 2021 года в Гвадалахаре (Мексика) с участием 7 национальных сборных команд. Чемпионский титул в 3-й раз в своей истории и во 2-й раз подряд выиграла сборная Доминиканской Республики.

## Команды-участницы
Мексика — команда страны-организатора;
США, Доминиканская Республика, Пуэрто-Рико, Канада, Тринидад и Тобаго, Коста-Рика — по рейтингу NORCECA на 1 января 2021 года.
От участия отказалась сборная Кубы.

## Система проведения чемпионата
7 команд-участниц на предварительном этапе были разбиты на две группы, в которых играли в один круг. Первичным критерием при распределении мест в группах служило общее количество побед, затем количество набранных очков, соотношение партий, соотношение игровых очков и, наконец, результаты личных встреч. За победу со счётом 3:0 начислялось 5 очков, за победу 3:1 — 4, 3:2 — 3 очка, за поражение 2:3 проигравший получал 2 очка, 1:3 — 1 и за поражение 0:3 очки не начислялись. Победители групп напрямую вышли в полуфинал плей-офф. Команды, занявшие в группах 2-е и 3-и места, вышли в четвертьфинал и в стыковых матчах определили ещё двух участников полуфинала. Полуфиналисты по системе с выбыванием определили призёров первенства. 

## Предварительный этап

### Группа А
| М | Команда     | 1   | 2   | 3   | И | В | П | С/П | О |
| - | ----------- | --- | --- | --- | - | - | - | --- | - |
| 1 | Канада      |     | 2:3 | 3:1 | 2 | 1 | 1 | 5:4 | 6 |
| 2 | США         | 3:2 |     | 2:3 | 2 | 1 | 1 | 5:5 | 5 |
| 3 | Пуэрто-Рико | 1:3 | 3:2 |     | 2 | 1 | 1 | 4:5 | 4 |

26 августа: Пуэрто-Рико — США 3:2 (21:25, 28:26, 25:19, 21:25, 15:9).
27 августа: США — Канада 3:2 (25:17, 15:25, 19:25, 25:15, 15:8).
28 августа: Канада — Пуэрто-Рико 3:1 (25:17, 25:22, 24:26, 25:14).

### Группа В
| М | Команда                  | 1   | 2   | 3   | 4   | И | В | П | С/П | О  |
| - | ------------------------ | --- | --- | --- | --- | - | - | - | --- | -- |
| 1 | Доминиканская Республика |     | 3:1 | 3:0 | 3:0 | 3 | 3 | 0 | 9:1 | 14 |
| 2 | Мексика                  | 1:3 |     | 3:0 | 3:0 | 3 | 2 | 1 | 7:3 | 11 |
| 3 | Коста-Рика               | 0:3 | 0:3 |     | 3:0 | 3 | 1 | 2 | 3:6 | 5  |
| 4 | Тринидад и Тобаго        | 0:3 | 0:3 | 0:3 |     | 3 | 0 | 3 | 0:9 | 0  |

26 августа: Доминиканская Республика — Коста-Рика 3:0 (25:11, 25:21, 25:15); Мексика — Тринидад и Тобаго 3:0 (25:13, 25:9, 25:10).
27 августа: Доминиканская Республика — Тринидад и Тобаго 3:0 (25:5, 25:17, 25:12); Мексика — Коста-Рика 3:0 (25:14, 25:12, 25:21).
28 августа: Коста-Рика — Тринидад и Тобаго 3:0 (25:13, 25:4, 25:10); Доминиканская Республика — Мексика 3:1 (28:30, 25:19, 25:13, 31:29).

## Плей-офф

### Четвертьфинал
29 августа
США — Коста-Рика 3:0 (25:18, 25:11, 25:20).
Пуэрто-Рико — Мексика 3:1 (25:22, 25:19, 25:27, 25:23).

### Матч за 5-е место
30 августа
Мексика — Коста-Рика 3:0 (25:15, 25:10, 25:15).

### Полуфинал
30 августа
Пуэрто-Рико — Канада 3:1 (25:18, 19:25, 25:23, 25:20).
Доминиканская Республика — США 3:0 (25:16, 25:18, 25:20).

### Матч за 3-е место
31 августа
Канада — США 3:2 (25:22, 15:25, 2517, 21:25, 15:12).

### Финал
| 31 августа 2021 | \| Доминиканская Республика \| 3:2 norceca.net \| Пуэрто-Рико \| \| Ниверка Марте Фрика (2) Анхелика Инохоса (2) Присилья Ривера (13) Бетания де ла Крус (15) Джинейри Мартинес (13) Гайла Гонсалес (19) Ларисмер Мартинес (либеро) Йокати Перес Йонкайра Пенья (1) Жеральдин Гонсалес (5) Маделин Гильен Мариэла Хименес \| Голы \| Стефани Энрайт (19) Диана Рейес (12) Бриттани Аберкромбье (15) Нейра Ортис (9) Наталия Валентин (2) Пилар Мэри Виктория (19) Шара Венегас (либеро) Дженнифер Ногерас Генесис Кольясо Ивания Ортис Паола Рохас \| | Гвадалахара «Arena Astros» 1550 зрителей |
| Счёт по партиям — 25:22, 15:25, 25:17, 21:25, 15:12. Время матча — 2 часа 07 минут. Судьи: Синтия Эрнандес Рохас, Нолан Тэш. | | |
| Доминиканская Республика | 3:2 norceca.net | Пуэрто-Рико |
| Ниверка Марте Фрика (2) Анхелика Инохоса (2) Присилья Ривера (13) Бетания де ла Крус (15) Джинейри Мартинес (13) Гайла Гонсалес (19) Ларисмер Мартинес (либеро) Йокати Перес Йонкайра Пенья (1) Жеральдин Гонсалес (5) Маделин Гильен Мариэла Хименес | Голы | Стефани Энрайт (19) Диана Рейес (12) Бриттани Аберкромбье (15) Нейра Ортис (9) Наталия Валентин (2) Пилар Мэри Виктория (19) Шара Венегас (либеро) Дженнифер Ногерас Генесис Кольясо Ивания Ортис Паола Рохас |

## Итоги

### Положение команд
| Доминиканская Республика |
| Пуэрто-Рико              |
| Канада                   |
| 4. США                   |
| 5. Мексика               |
| 6. Коста-Рика            |
| 7. Тринидад и Тобаго     |

### Мировая квалификация
Две лучшие команды по итогам чемпионата — Доминиканская Республика и Пуэрто-Рико — квалифицировались на чемпионат мира 2022.

### Призёры
Доминиканская Республика: Янейрис Родригес Дуран, Ниверка Марте Фрика, Анхелика Инохоса Диас, Жеральдин Гонсалес, Йокати Перес Флорес, Маделин Гильен Паредес, Присилья Ривера Бренс, Мариэла Хименес, Йонкайра Пенья Исабель, Бетания де ла Крус де Пенья, Джинейри Мартинес, Гайла Гонсалес Лопес, Виелка Перальта Луна, Ларисмер Мартинес Каро. Тренер — Маркос Квик.
  Пуэрто-Рико: Шара Венегас, Стефани Энрайт, Паола Рохас, Дженнифер Ногерас, Диана Рейес, Бриттани Аберкромбье, Нейра Ортис, Габриэла Алисея, Наталия Валентин, Генесис Кольясо, Ивания Ортис, Пилар Мэри Виктория. Тренер — Фернандо Моралес.
  Канада: Кассандра Баджэн, Кьера ван Райк, Вики Савар, Джулия Мёрман, Джасмин Уайт, Лэйн ван Бускирк, Алисия Огомс, Андреа Митрович, Дженнифер Кросс, Брай Кинг, Хилари Хоу, Каролайн Ливингстон, Ким Робитайл, Наташа Кэлкинс. Тренер — Шаннон Уинзер.

### Индивидуальные призы
| - MVP Гайла Гонсалес - Лучшие нападающие-доигровщики Присилья Ривера Бренс Бетания де ла Крус де Пенья - Лучшие центральные блокирующие Рэчел Крамер Дженнифер Кросс - Лучшая связующая Наталия Валентин - Лучшая диагональная нападающая Гайла Гонсалес | - Лучшая либеро Шара Венегас - Лучшая на подаче Жослин Уриас - Лучшая на приёме Шара Венегас - Лучшая в защите Мария Хосе Кастро - Самая результативная Гайла Гонсалес |